# ダイヤモンズ (リアーナの曲)
「ダイアモンズ」(Diamonds) は、バルバドス出身のポップ歌手リアーナの楽曲。7枚目のスタジオ・アルバム『アンアポロジェティック』に収録され、アルバムから1枚目のシングルとして2012年9月27日にリリースされた。2024年4月22日には、RIAAからダイヤモンド認定を受けている。

## チャート
| チャート（2012~2013年）          | 最高順位 |
| -------------------------------- | -------- |
| アメリカ（Billboard Hot 100）    | 1        |
| イギリス（全英シングルチャート） | 1        |